# 列昂尼德·西马诺夫斯基
列昂尼德·雅科夫列维奇·西马诺夫斯基（羅馬化：Leonid Yakovlevich Simanovskiy；1949年7月19日—）是俄罗斯政治人物，第四、第五、六、七和八届国家杜马代表。
1996年至2001年，西马诺夫斯基担任尤科斯石油公司副总裁。2000年，他创立并领导了“Khimpromindustriya”公司。2003年至今，他担任国家杜马代表。
2021年，西马诺夫斯基在福布斯俄罗斯最富有的200位商人排行榜上排名第85位。

## 制裁
西马诺夫斯基于2022年因俄乌战争而受到英国政府和美国财政部制裁。